# Enargia pinkeri
Enargia pinkeri är en fjärilsart som beskrevs av De Freina och Hermann Hacker 1985. Enargia pinkeri ingår i släktet Enargia och familjen nattflyn. Inga underarter finns listade i Catalogue of Life.